# Tasmanian Tigers

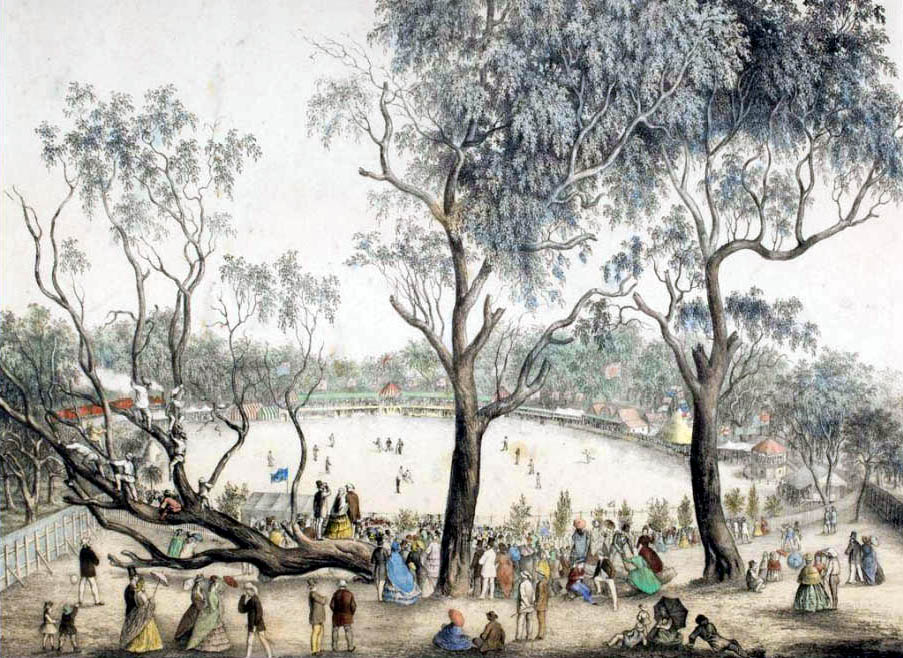
Tasmânia contra Victoria no Melbourne Cricket Ground nos anos 1860.

Os Tasmanian Tigers representam o estado australiano da Tasmânia nos torneios de críquete. Eles competem anualmente na temporada doméstica de críquete australiana para adultos, a qual atualmente consiste da primeira classe da Sheffield Shield, a não-limitada Ford Ranger Cup, e o doméstico torneio Twenty20 conhecido como KFC Twenty20 Big Bash. Caso vencessem o KFC Twenty20 Big Bash eles se qualificariam para a internacional Twenty20 Champions League, porém ainda não alcançaram tal feito.

## Honras
- Campeões Sheffield Shield/Pura Cup Champions|1|2006-07

- Predefinição:Sport honours

- Predefinição:Sport honours

- Predefinição:Sport honours

- Predefinição:Sport honours

- Predefinição:Sport honours